# Суповые акулы (Hemitriakis)
Суповые акулы (лат. Hemitriakis) — род хрящевых рыб из семейства куньих акул (Triakidae). Взрослые особи вырастают до 1,2 м.

## Классификация
На декабрь 2019 года в род включают 6 видов:
- Hemitriakis abdita Compagno & Stevens, 1993
- Hemitriakis complicofasciata T. Takahashi & Nakaya, 2004
- Hemitriakis falcata Compagno & Stevens, 1993
- Hemitriakis indroyonoi W. T. White, Compagno & Dharmadi, 2009
- Hemitriakis japanica J. P. Müller & Henle, 1839 — Японская суповая акула
- Hemitriakis leucoperiptera Herre, 1923 — Филиппинская суповая акула